# Општина Лучени (Дамбовица)
Лучени (рум. Lucieni) општина је у Румунији у округу Дамбовица.
Oпштина се налази на надморској висини од 269 m.